# Akira Komoto
Akira Komoto (小本 章, Komoto Akira) est un artiste et photographe japonais dont les photos montrent souvent son travail en plein air.

## Biographie
Né Masaaki Komoto (小本 昌彰) à Ōmori-ku (devenu l'arrondissement Ōta de Tokyo), au Japon, le 14 août 1935, Komoto est élevé à Seki, préfecture de Gifu. Il étudie à l'université de Gifu, dont il est diplômé en 1958, et, jusqu'en 1962, à l'école supérieure de l'université de l'éducation de Tokyo (université de Tsukuba, au début du XXIe siècle).
Nomoto créé des peintures, des gravures et des photographies depuis les années 1960. Depuis les années 1980 celles-ci lui valent des critiques élogieuses en dehors du Japon, ce qui amène Nomoto à être invité en Espagne et ailleurs en Europe.
De 1971 à 1974, Nomoto enseigne au Gifu College of Education (à présent Gifu Shotoku Gakuen University (en)). Depuis 1994, il enseigne à la Joshibi University of Art and Design (en).

## Expositions

### Expositions personnelles
- Gallery Stratford (en), Art Gallery of Greater Victoria (en), et ailleurs en Amérique du Nord, 1994−2000[2].
- Fūkei to no kōkan, Gifu Collection of Modern Arts 1998[2].
- Komoto Akira ten, Minokamo City Museum 2004[2].
- 60 nendai to genzai, Eizō & Tōichi Katō Memorial Art Museum (en), 2005[2].
- Shizen to no kōkan, Hekinan-shi Tetsugaku-taiken-mura Mugaen, 2008[2]
- Shizen e / shizen kara, Gifu Collection of Modern Arts, 2008[2].

### Autres expositions
- Gendai bijutsu no dōkōten, musée d’art moderne de Kyoto, 1965[2].
- Gendai bijutsu ni okeru shashinten, musée d'art moderne de Tokyo et musée d’art moderne de Kyoto, 1983[2].
- Triennale d'Echigo-Tsumari, 2003[2].

## Collections
Bibliothèque nationale de France (Paris), musée d'art de la préfecture de Hyōgo, Kunsthalle Düsseldorf, musée d'art contemporain de Tokyo, musée des beaux-arts de Gifu, musée d'art moderne Kamakura et Hayama, musée d’art moderne de Kyoto, musée d'art moderne de Tokyo musée métropolitain de photographie de Tokyo, Victoria and Albert Museum (Londres).